# Кемпбелл (місто, Каліфорнія)
Кемпбелл (англ. Campbell) — місто (англ. city) в окрузі Санта-Клара, штат Каліфорнія, США. Населення — 43 959 осіб (2020).
Місто входить до Кремнієвої долини.

## Історія
Кемпбелл було засновано у 1887 році, а статус міста набуло 1952 року.

## Географія
Кемпбелл розташований за координатами 37°16′49″ пн. ш. 121°57′16″ зх. д. / 37.28028° пн. ш. 121.95444° зх. д. (37.280232, -121.954352). За даними Бюро перепису населення США в 2010 році місто мало площу 15,24 км², з яких 15,02 км² — суходіл та 0,23 км² — водойми.
Місто межує з містами Саратога, Монте-Серено на заході та південно-заході, з Лос-Гатос на півдні, та з Сан-Хосе на півночі, сході і півдні.

### Клімат
| Клімат : Кемпбелл        | Клімат : Кемпбелл | Клімат : Кемпбелл | Клімат : Кемпбелл | Клімат : Кемпбелл | Клімат : Кемпбелл | Клімат : Кемпбелл | Клімат : Кемпбелл | Клімат : Кемпбелл | Клімат : Кемпбелл | Клімат : Кемпбелл | Клімат : Кемпбелл | Клімат : Кемпбелл | Клімат : Кемпбелл |
| Показник                 | Січ.              | Лют.              | Бер.              | Квіт.             | Трав.             | Черв.             | Лип.              | Серп.             | Вер.              | Жовт.             | Лист.             | Груд.             | Рік               |
| Абсолютний максимум, °C  | 26,1              | 26,7              | 31,1              | 35,6              | 38,3              | 45,6              | 45,0              | 41,7              | 42,8              | 39,4              | 30,6              | 28,3              | 45,6              |
| Середній максимум, °C    | 14,4              | 16,7              | 18,9              | 21,1              | 24,4              | 27,2              | 29,4              | 28,9              | 27,8              | 23,9              | 17,8              | 13,9              | 22,1              |
| Середній мінімум, °C     | 3,9               | 5,0               | 6,1               | 7,2               | 9,4               | 11,1              | 12,8              | 12,8              | 11,7              | 9,4               | 6,1               | 3,9               | 8,3               |
| Абсолютний мінімум, °C   | −7,8              | −6,1              | −2,8              | −1,1              | 1,1               | 2,8               | 2,8               | 3,9               | 3,3               | −0,6              | −2,2              | −8,9              | −8,9              |
| Норма опадів, мм         | 125               | 129               | 92                | 36                | 14                | 3                 | 0                 | 1                 | 5                 | 26                | 60                | 102               | 593               |
| ------------------------ | ----------------- | ----------------- | ----------------- | ----------------- | ----------------- | ----------------- | ----------------- | ----------------- | ----------------- | ----------------- | ----------------- | ----------------- | ----------------- |
| Джерело: Weather Channel |                   |                   |                   |                   |                   |                   |                   |                   |                   |                   |                   |                   |                   |

## Демографія
Згідно з переписом 2010 року, у місті мешкало 39 349 осіб у 16 163 домогосподарствах у складі 9686 родин. Густота населення становила 2581 особа/км².  Було 16950 помешкань (1112/км²).
Расовий склад населення:
| - 66,9 % — білих - 16,1 % — азіатів - 2,9 % — чорних або афроамериканців - 0,7 % — корінних американців - 0,4 % — вихідців з тихоокеанських островів - 6,9 % — осіб інших рас |

До двох чи більше рас належало 6,1 %. Частка іспаномовних становила 18,4 % від усіх жителів.
За віковим діапазоном населення розподілялося таким чином: 21,0 % — особи молодші 18 років, 67,8 % — особи у віці 18—64 років, 11,2 % — особи у віці 65 років та старші. Медіана віку мешканця становила 38,3 року. На 100 осіб жіночої статі у місті припадало 96,2 чоловіків;  на 100 жінок у віці від 18 років та старших — 94,2 чоловіків також старших 18 років.
Середній дохід на одне домашнє господарство  становив 118 752 долари США (медіана — 96 906), а середній дохід на одну сім'ю — 137 318 доларів (медіана — 112 135). Медіана доходів становила 80 269 доларів для чоловіків та 60 846 доларів для жінок. За межею бідності перебувало 6,2 % осіб, у тому числі 5,0 % дітей у віці до 18 років та 7,1 % осіб у віці 65 років та старших.
Цивільне працевлаштоване населення становило 23 212 особи. Основні галузі зайнятості: освіта, охорона здоров'я та соціальна допомога — 18,5 %, виробництво — 17,4 %, науковці, спеціалісти, менеджери — 16,0 %.

## Транспорт
В місті знаходиться південно-західна кінцева станція Зеленої лінії швидкісного трамваю Сан-Хосе, лінії якого обслуговують округ Санта-Клара.

## Промисловість

### Найбільші роботодавці
Згідно щорічного звіту міста, станом на 30 червня 2013 року, найбільшими роботодавцями були:
| #  | Підприємство                         | Кількість робітників |
| -- | ------------------------------------ | -------------------- |
| 1  | Barracuda Networks                   | 393                  |
| 2  | Safeway                              | 338                  |
| 3  | Fry's Electronics                    | 250                  |
| 4  | Whole Foods Market                   | 250                  |
| 5  | Hunter Laboratories                  | 200                  |
| 6  | Hightail                             | 200                  |
| 7  | Home Depot                           | 189                  |
| 8  | SAAMA Technologies                   | 182                  |
| 9  | Mohler, Nixon & Williams Accountancy | 165                  |
| 10 | Місто                                | 154                  |

## Пов'язані особистості
- Скотт Вілсон — колишній професійний американський бодібілдер.